# Липский, Адам Иосифович
Ада́м Ио́сифович Ли́пский (1863, Российская империя — 1921) — российский государственный деятель, сенатор (1916—1917), Финляндский генерал-губернатор (март 1917).

## Биография
Родился в 1863 году.
В 1886 году окончил юридический факультет Императорского Санкт-Петербургского университета и поступил на государственную службу.
На 1894 год состоял в чине коллежского асессора, работая младшим делопроизводителем в Отделении Свода законов Государственной канцелярии. В 1896 году в чине надворного советника занимал должность старшего делопроизводителя. В 1897 году присвоен чин коллежского советника. В 1902 году присвоен чин статского советника, а в 1905 году — чин действительного статского советника. С 1902 по 1910 год состоял в должности помощника статс-секретаря Отделения Свода законов Государственной канцелярии.
18 октября 1910 года назначен помощником Финляндского генерал-губернатора с присвоением чина тайного советника.
С 1 января 1916 года — член Правительствующего сената.
С 16 по 31 марта 1917 года исполнял должность Финляндского генерал-губернатора (после ареста Франца-Альберта Александровича Зейна).
Скончался в 1921 году.